# N'importe quoi
Ne doit pas être confondu avec N'importe qui.
Singles de Florent Pagny
Laissez-nous respirer
(1988)
Clip vidéo
[vidéo] « Florent Pagny N'importe quoi », sur YouTube
N'importe quoi est une chanson interprétée par Florent Pagny, sortie en 1988.
Cette chanson, numéro 1 du Top 50 en France pendant deux mois en 1988, fut à la fois le premier single et le premier succès du chanteur, ainsi que le deuxième single le plus vendu de Florent Pagny en termes de ventes, après Savoir aimer (1997).

## Contexte et sortie
Après plusieurs apparitions dans des films, Florent Pagny décide d'enregistrer son premier single, N'importe quoi. Il en compose la musique, tandis que Marion Vernoux et lui-même en écrivent les paroles. La chanson évoque un proche qui sombre dans la drogue et l'alcool ; le narrateur s'adresse à lui-même afin de prendre conscience des dangers de ces substances. Le clip a été tourné sous un chapiteau de cirque.

## Réception

### Accueil critique
Dans une critique parue dans le magazine Music & Media, le titre N'importe quoi est présenté comme une « chanson rock passionnée et dramatique dans un cadre plutôt pompeux ».

### Accueil commercial
En France, N'importe quoi a débuté à la 48e place du Top 50 du 12 mars 1988. Le single a rapidement grimpé et a atteint le Top 10 dès sa cinquième semaine. Il est resté en tête du classement pendant huit semaines consécutives, détrônant Nothing's Gonna Change My Love for You de Glenn Medeiros. Il totalise 16 semaines dans le Top 10 et 26 semaines dans le Top 50. Il a été certifié argent par le Syndicat national de l'édition phonographique. Dans l'Eurochart Hot 100, il a débuté à la 72e place le 9 avril 1988 et s'est classé à la 2e place pendant trois semaines.

## Formats
45 tours
| No | Titre          | Paroles                       | Musique                                       | Durée |
| -- | -------------- | ----------------------------- | --------------------------------------------- | ----- |
| 1. | N'importe quoi | Florent Pagny, Marion Vernoux | Florent Pagny                                 | 3:50  |
| 2. | Je resterai là | Florent Pagny                 | Jean-Yves D'Angelo, Manu Katché, Kamil Rustam | 3:30  |

Maxi 45 tours
| No | Titre                           | Durée |
| -- | ------------------------------- | ----- |
| 1. | N'importe quoi (version longue) | 5:25  |
| 2. | N'importe quoi                  | 3:50  |
| 3. | Je resterai là                  | 3:30  |

## Crédits
Crédits provenant de Discogs.
Production
- Guillaume Coulon - ingénieur son
- Jean-Yves D'Angelo - arrangeur, réalisateur
- Hugues Dumas - arrangeur, réalisateur
- Kamil Rustam - arrangeur, réalisateur
- Mixé au Studio du Palais des Congrès, Paris.
- Pakiti, remixé à la sauce blanche, Marseille.

Conception
- Corinne Bertelot - photographie
- Virginie Demachy - design

## Classements et certifications
| Classement (1988–1989)        | Meilleure position |
| ----------------------------- | ------------------ |
| Belgique (Music & Media)      | 2                  |
| Europe (Eurochart Hot 100)    | 2                  |
| France (SNEP)                 | 1                  |
| France (Radios périphériques) | 2                  |
| Québec (ADISQ)                | 15                 |

| Classement (1988)          | Position |
| -------------------------- | -------- |
| Europe (Eurochart Hot 100) | 16       |
| France (SNEP)              | 4        |

## Certifications
| Pays   | Certification | Date | Ventes certifiées | Ventes physiques |
| ------ | ------------- | ---- | ----------------- | ---------------- |
| France | Or            | 1988 | 500 000           | 716 000          |

## Reprises
- Par Les Enfoirés sur l'album de 2011 Dans l'œil des Enfoirés.
- Par Christophe Maé, Patricia Kaas, Amel Bent ou encore Jean-Jacques Goldman.
- Par Ana Ka durant l'édition 2016 de The Voice : la plus belle voix.

## Divers
- Florent Pagny a notamment interprété N'importe quoi lors de sa tournée de 2003 à l'Olympia, la version live de ce concert figure sur son album live de 2004, Été 2003 à l'Olympia.